# Albert (Texas)
Pour les articles homonymes, voir Albert.
Albert, à l'origine Martinsburg, est une ville fantôme du Comté de Gillespie au Texas, dans Williams Creek (Texas Hill Country), à environ 26 km au sud-est de Fredericksburg et à environ 1,6 km à l'ouest de la limite du Comté de Blanco. La ville était une étape sur la route Fredericksburg-Blanco. Fin octobre 2007, la ville est mise en vente sur eBay[réf. souhaitée].

## Histoire

### Origines
La zone est à l'origine colonisée par George Cauley, Ben White Sr., et un homme nommé Jacobs.
Vers 1877, le forgeron Fritz Wilke, George Maenius, et John Petri quittent Fredericksburg à la recherche de pâturages pour leur bétail. Wilke achète des terrains à un homme nommé Elmeier, qui est volé et tué des années plus tard.
Le bureau de poste de Martinsburg opère de 1877 à 1886. En 1892, Martinsburg reçoit un nouveau bureau de poste et un nouveau nom, après qu'Albert Luckenbach a vendu son bureau de poste à Luckenbach, et soit arrivé dans le village pour y enregistrer un nouveau bureau de poste sous le nom d'Albert.
Une école est fondée en 1891, et en 1897 le maître de poste Otto Schumann ouvre le premier magasin du village. En 1900, un nouveau bâtiment est érigé pour l'école, dans lequel Lyndon Baines Johnson travaille brièvement.
Une mission luthérienne locale, la Lutheran Church of Stonewall est établie en 1902.

### Déclin
Albert avait 50 habitants en 1925, seulement 4 en 1964, et 25 en 1972. En 1985, le magasin avait été rasé, l'école convertie en centre communautaire, et la salle de danse en entrepôt, bien qu'Albert ait encore 25 habitants et deux magasins. La population se maintient à 25 après 2000, mais en 2007, la ville est presque abandonnée quand Bobby Cave, propriétaire de la ville de 13 acres (0.053 km²) la met en vente sur eBay avec un prix de réserve de 2,5 millions de dollars.

### Source
- (en) Cet article est partiellement ou en totalité issu de l’article de Wikipédia en anglais intitulé « Albert, Texas » (voir la liste des auteurs).